# Toyota Verso
Toyota Verso er en kompakt MPV bygget af Toyota siden foråret 2009. Bilen er baseret på platformen fra Toyota Auris, og afløste såvel Toyota Corolla Verso som Avensis Verso. Alt efter udstyrsvariant har modellen op til syv siddepladser.

## Historie
Toyota Verso blev præsenteret på Geneve Motor Show i marts 2009. Designet er tilpasset aktuelle Toyota-modeller som f.eks. Avensis eller iQ.
Målene og akselafstanden er kun lidt større end på forgængeren Corolla Verso. Fronten har en lamelkølergrill, andre forlygter og luftindtag samt en stærkere konturieret motorhjelm.
I kabinen ligner Verso Avensis. Usædvanligt anbragt er de midterste ventilationsdyser og de mod føreren rettede instrumenter, som nu er placeret i midten.

## Facelift
I forsommeren 2013 kommer der en faceliftet udgave af Verso på markedet. Optikken er tydeligt modificeret. Fronten er nu lænet mod anden generation af Auris, mens bagenden er næsten uændret. Motorprogrammet forbliver indtil videre uændret.

## Tekniske specifikationer
| Model          | Cylindre | Ventiler | Slagvolume cm³ | Max. effekt kW (hk) / omdr. | Max. drejningsmoment Nm / omdr. | 0-100 km/t sek. | Topfart km/t |
| -------------- | -------- | -------- | -------------- | --------------------------- | ------------------------------- | --------------- | ------------ |
| Benzinmotorer  |          |          |                |                             |                                 |                 |              |
| 1.6 Valvematic | 4        | 16       | 1598           | 97 (132) / 6400             | 160 / 4400                      | 11,7            | 185          |
| 1.8 Valvematic | 4        | 16       | 1798           | 108 (147) / 6400            | 180 / 4000                      | 10,4            | 190          |
| Dieselmotorer  |          |          |                |                             |                                 |                 |              |
| 2.0 D-4D       | 4        | 16       | 1998           | 93 (126) / 3600             | 310 / 1800 − 2400               | 11,3            | 185          |
| 2.2 D-4D       | 4        | 16       | 2231           | 110 (150) / 3600            | 340 / 2000 − 2800               | 10,1            | 195          |
| 2.2 D-CAT      | 4        | 16       | 2231           | 130 (177) / 3600            | 400 / 2000 − 2800               | 8,7             | 210          |